# Egüés
Egüés är en kommun i Spanien.   Den ligger i provinsen Provincia de Navarra och regionen Navarra, i den nordöstra delen av landet, 300 km nordost om huvudstaden Madrid. Antalet invånare är 17 450. Arean är 53 kvadratkilometer. Egüés gränsar till Pamplona.
Terrängen i Egüés är kuperad åt nordost, men åt sydväst är den platt.